# Roupie bhoutanaise
Pour les articles homonymes, voir Roupie.
La roupie (en dzongkha, ཕྱེད་ཏམ, chetrum) est l'ancienne monnaie officielle du Bhoutan de 1789 à 1974. Elle a été remplacée par le ngultrum.

## Histoire monétaire
En 1789, des monnaies frappées à Cooch Behar circulent au Bhoutan. Peu après, le royaume frappe ses propres monnaies, appelées chetrums et parfois matrums. Qu'elles soient en bronze ou en argent, elles valent ½ roupie, et sont d'un poids moyen de 4 g et d'un diamètre de 20 mm. Exécutées à la frappe au marteau, les modules sont de forme irrégulière. Certaines pièces en bronze sont plaquées en argent. Des motifs figurant à l'avers et au revers s'inscrivent au sein d'un damier où apparaissent le shankha et le nœud sans fin renvoyant à la symbolique propre au bouddhisme.
En 1910, sous le règne du roi Ugyen, une première tentative de frappe au balancier permet de fabriquer des monnaies aux tranches régulières.
En 1927, sont émises les premières pièces frappées via une presse monétaire moderne située à Calcutta. Des pièces de 1 pice en bronze, et de ½ roupie en argent (5,8 g à 917 millièmes) portent à l'avers le portrait du souverain et des légendes en tibétain classique. En 1955, la demi-roupie est frappée en nickel.

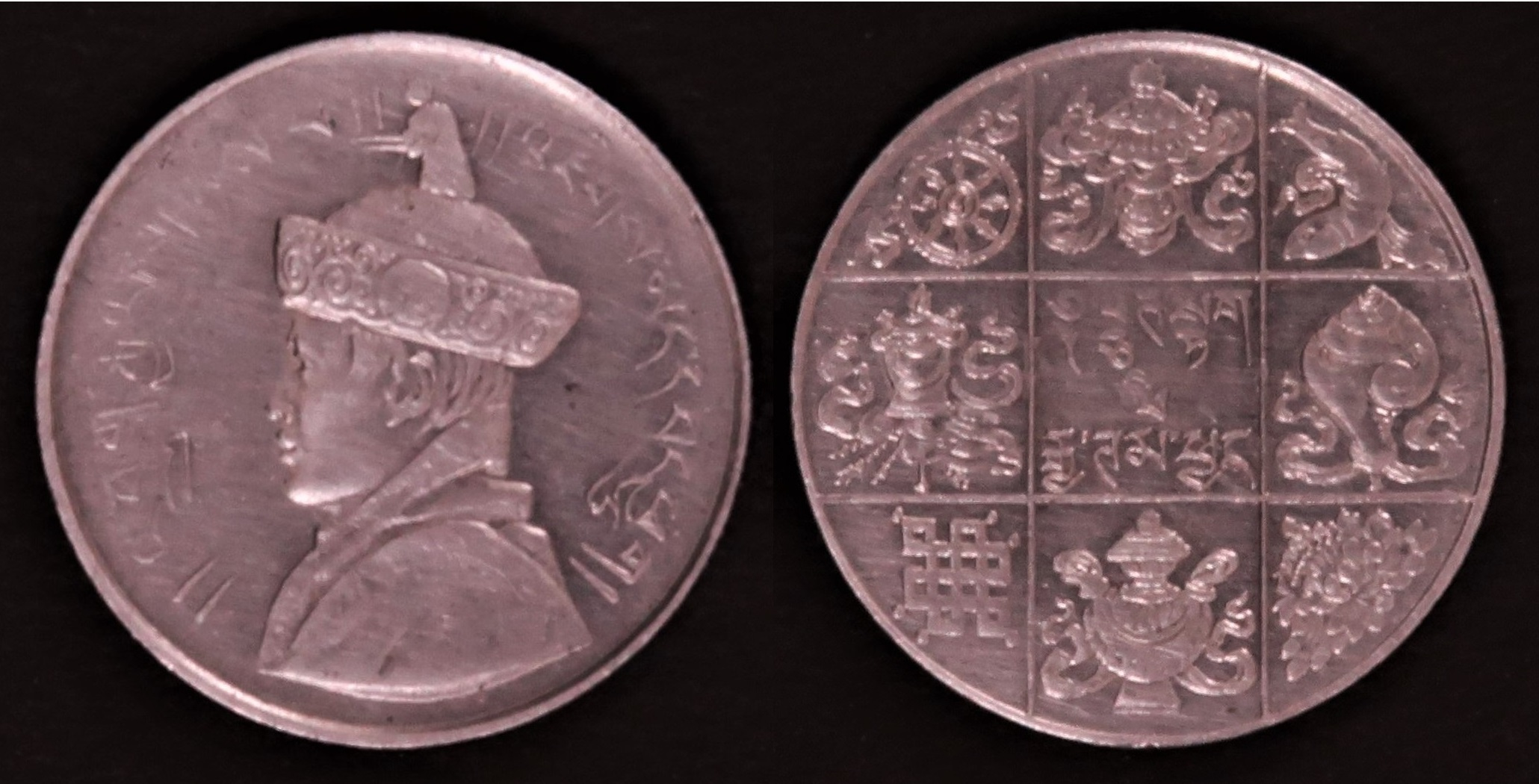
Demi-roupie (1955), nickel, recto/verso.

En 1957, la roupie bhoutanaise est décimalisée, 1 roupie est divisée en 100 naya paisa, elle est à parité avec la roupie indienne. Les pièces fabriquées à partir de 1966 portent des valeurs de 25 et 50 paisa, et de 1 et 3 roupies en cupronickel. Cette même année est frappée la pièce de 1 sertum en or, valant 100 roupies, pesant 7,98 g à 917 millièmes. D'autres monnaies en or suivent, d'ordre commémoratif. En 1968, la Bank of Bhutan (en) est créée, dont l'actionnaire principal est le ministère des Finances du royaume.
En 1974, une réforme monétaire a lieu : la nouvelle monnaie prend le nom de ngultrum, divisé en 100 chetrums (puis chhertums en 1979). Via la Bank of Bhutan et les Finances bhoutanaises (Royal Monetary Authority), sont émis les premiers billets de l'histoire bhoutanaise. Le taux d'échange entre les deux monnaie est de 1:1.